# Leiocarpa pluriseta
Leiocarpa pluriseta là một loài thực vật có hoa trong họ Cúc. Loài này được (Haegi) Paul G.Wilson mô tả khoa học đầu tiên năm 2001.